# Повстання Костюшка
Повста́ння Костю́шка (Інсурекція Костюшка, Польське повстання 1794 року, пол. Powstanie kościuszkowskie) — польське народне повстання проти Росії та Пруссії в 1794 році.

## Передісторія повстання (1791—1794)
Конституція Третього травня 1791 заклала підмурок для перетворення Речі Посполитої у державу із сильною центральною владою. Обмеження станових привілеїв викликало незадоволення серед частини магнатів і шляхти, які в травні 1792 організували проти конституції Торговицьку конфедерацію. Король Станіслав Авґуст Понятовський оголосив торговичан бунтівниками і наказав силою розігнати загони конфедерації. Однак російська імператриця Катерина ІІ, яка не бажала посилення Речі Посполитої, виступила на підтримку конфедерації і наказала військам генерала Михайла Каховського увійти до Польщі, а генерала Кречетнікова — до Литви. Розгорілися бойові дії.
До Катерини II в польському питанні приєднався прусський король Фрідріх Вільгельм II. Близько трьох місяців польська армія чинила опір. Але під тиском сил, що мали значну перевагу, король Станіслав Авґуст був змушений капітулювати і підкоритися вимогам торговичан та інтервентів. Новий сейм, скликаний у місті Гродно, проголосив скасування конституції Третього травня. Гарнізони російських і прусських військ були розміщені у великих містах Речі Посполитої, в тому числі і у Варшаві. Польська армія переформовувалися, багато частин передбачалося розпустити.
У грудні 1792 Катерина II і Фрідріх Вільґельм II домовилися про новий, другий поділ Речі Посполитої. 9 квітня 1793 були оголошені умови розподілу: Пруссія отримала Велику Польщу з містами Познань, Торунь і Ґданськ, Росія — Східну Білорусь і Правобережну Україну. У вересні 1793 умови розподілу були прийняті польським сеймом, який контролювали торговичани.
Далеко не всі польські патріоти змирилися з диктатом іноземних держав. Повсюдно організовувалися таємні товариства, які поставили собі за мету підготовку загального повстання. Головою патріотичного руху став добре відомий боротьбою з торговичанами учасник американської революції генерал Тадеуш Костюшко. Великі надії змовники пов'язували з революційною Францією, яка перебувала в стані війни з Австрією і Пруссією — учасниками розділу Польщі.

## Початок повстання (березень-червень 1794)

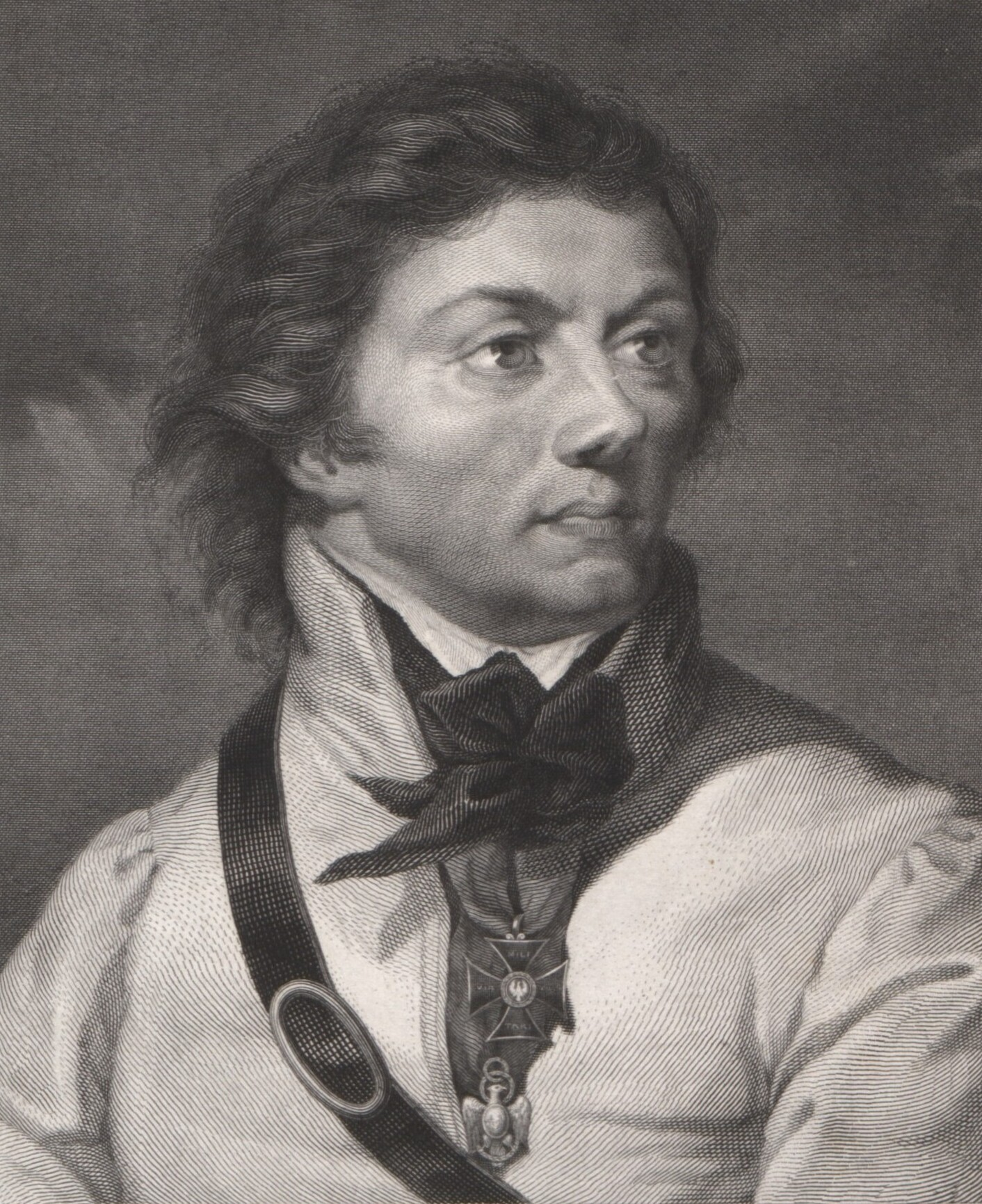
Тадеуш Костюшко

Повстання почалося 12 березня 1794 в Пултуську заколотом кавалерійської бригади генерала Антона Мадалинського, яка відмовилася підкорятися рішенню про свій розпуск. До повстанців стали приєднуватися інші частини армії Речі Посполитої. Через кілька днів кавалеристи Мадалинського оволоділи Краковом, який став центром повстання. 16 березня 1794 року було обрано керівника повстанців — проголошено диктатором Тадеуша Костюшко. 24 березня в Кракові опубліковано Акт повстання, який проголосив гасла відновлення в повному обсязі суверенітету Польщі; повернення територій; відторгнутих в 1773 і 1793; продовження реформ, започаткованих Чотирирічним сеймом 1788—1792.

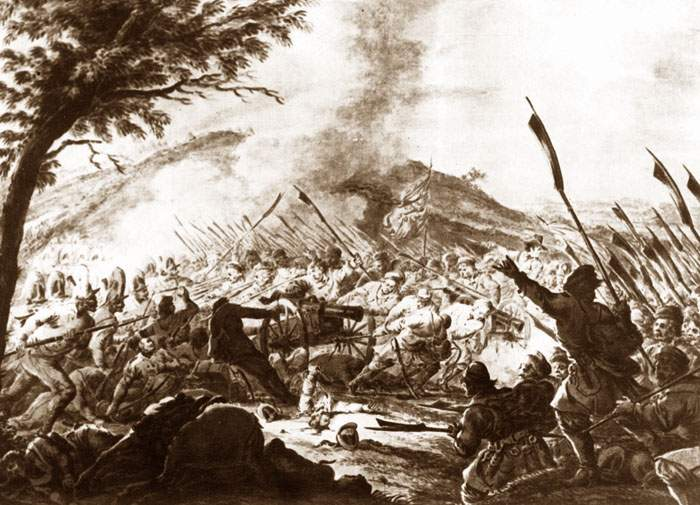
Олександр Орловський. Битва під Раславицями

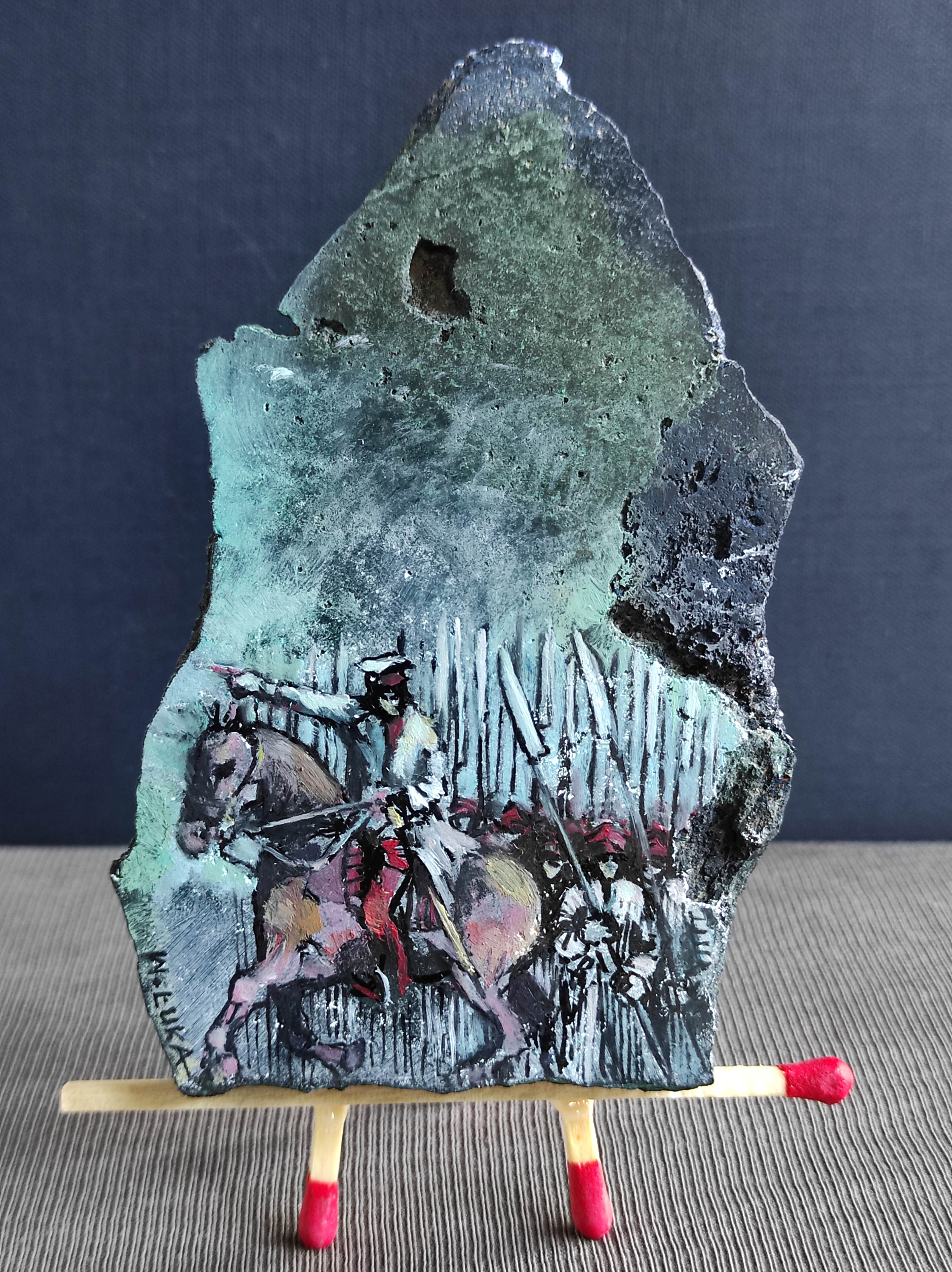
Битва під Рацлавицями. Картина маслом 132×77 мм Войцеха Луки, експонат Музей професійного мініатюрного мистецтва Генрик Ян Доміняк в Тихах

Повстанців підтримали широкі верстви польського суспільства, всюди почалося озброєння населення та формування повстанських загонів. Посол Росії у Варшаві і командувач російськими військами на території Речі Посполитої генерал І. А. Ігельстром направив на придушення повстання загін генерала Тормасова. Але 4 квітня 1794 в бою під Рославицями поляки зуміли завдати поразки загону російських військ. Відтак повстання міщан звільнило Варшаву (17-18 квітня) і Вільно (22-23 квітня). Прийнявши титул найвищого начальника збройних сил, Костюшко оголосив загальну мобілізацію. Кількісний склад повстанської армії було доведено до 70 тисяч, але значна її частина була озброєна списами і косами. До травня повстанці встановили контроль над більшою частиною Речі Посполитої.
Демократично настроєні керівники повстання намагалися почати в Польщі реформи. 7 травня 1794 Тадеуш Костюшко видав Поланецький універсал, який надавав кріпакам особисту свободу за умови їх розрахунку з поміщиками і сплати державних податків, визнавав спадкове право селян на оброблювану землю. Цей акт був вороже сприйнятий шляхтою і католицьким кліром, котрі саботували його реальне втілення.

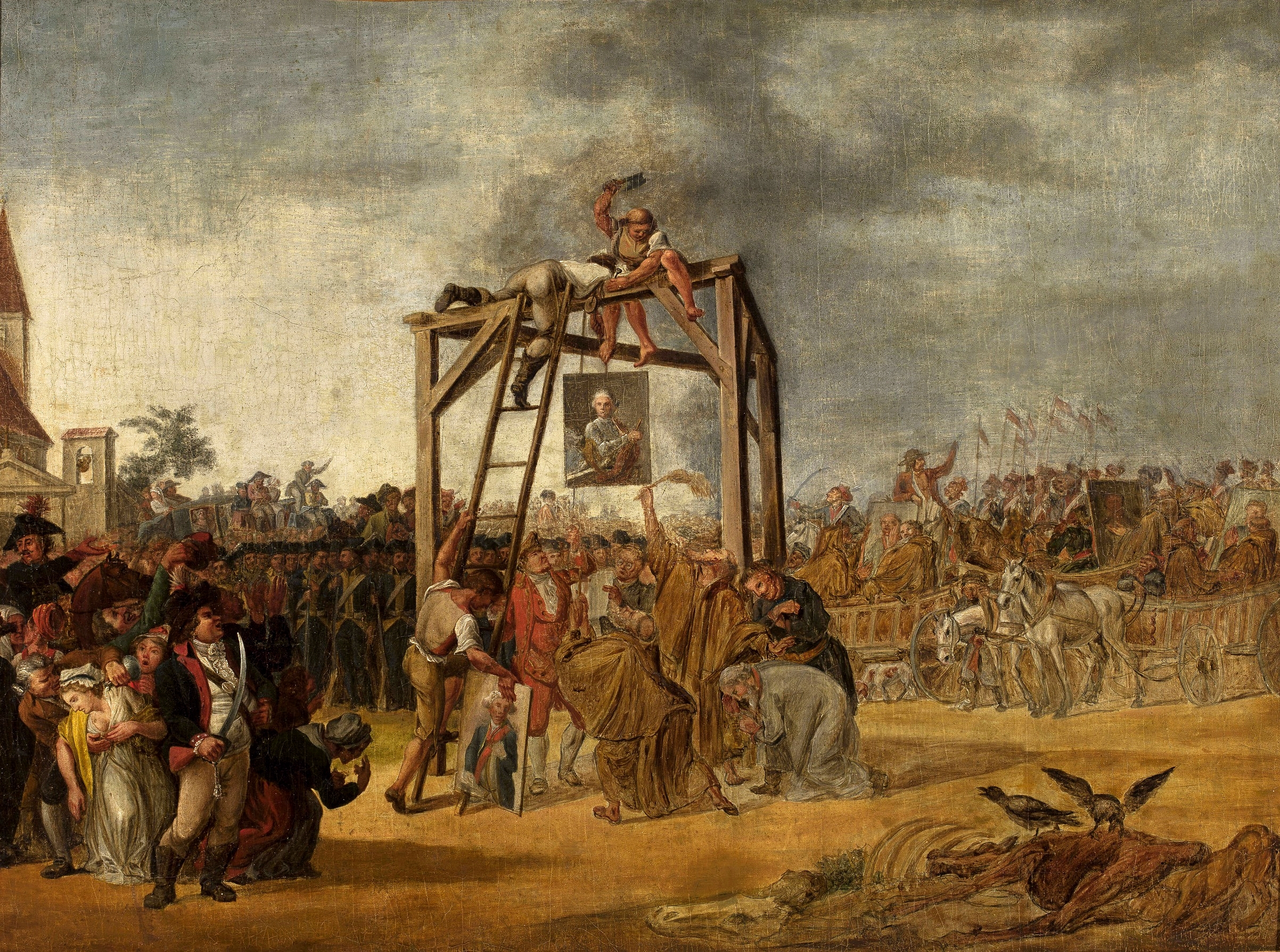
Страта зрадників Польщі у Варшаві

Під впливом Великої французької революції найбільш радикально настроєна частина повстанців сформувалася в групу польських якобінців і намагалася розгорнути в Польщі революційний терор. 9 травня і 28 червня 1794 якобінці спровокували у Варшаві масові безпорядки, під час яких відбувалися страти діячів Тарговицької конфедерації. Екстремізм якобінців відштовхував від табору повстанців багатьох помірковано налаштованих поляків.
Росія, Пруссія та Австрія вирішили збройним шляхом придушити повстання і змусити поляків визнати розділи Польщі. Російські війська діяли на двох напрямках: варшавському і литовському. У другому ешелоні російських військ був розгорнутий 30-тисячний корпус прикриття генерала Салтикова. З турецького кордону до Польщі терміново перекидався корпус генерал-аншефа Суворова. Австрійці зосередили на південних кордонах Речі Посполитої 20-тисячний корпус. Під особистим командуванням короля Фрідріха Вільґельма II з заходу в Польщу вдерлася 54-тисячна прусська армія. Ще 11 тисяч пруссаків залишалися для прикриття своїх кордонів.
Головні сили поляків — 23-тисячний корпус під особистим командуванням Костюшко розташувався в околицях Варшави. Семитисячний резерв повстанців стояв у Кракові. Дрібніші загони прикривали напрями на Вільно, Гродно, Люблін, Рава-Руську.

## Бойові дії влітку 1794

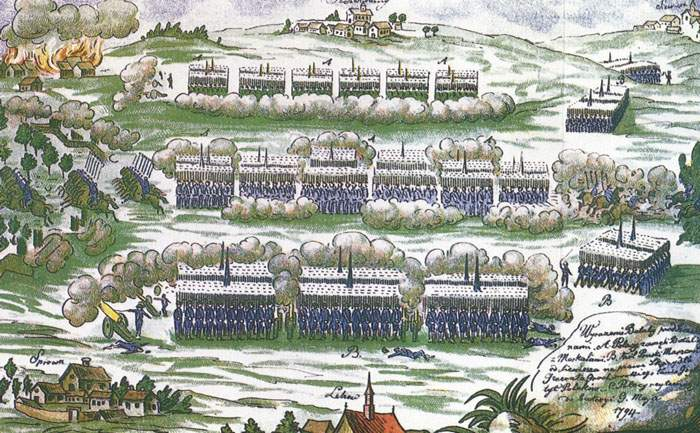
Битва під Щекоцином

Влітку 1794 між суперниками розгорілися активні бойові дії. Маючи в своєму розпорядженні величезні сили, Костюшко намагався знищити козацький загін отамана Денисова, який залишався в Польщі, поблизу Радома. Але козаки ухилилися від бою і відступили на з'єднання з прусською армією. В бою біля Щекоцина корпус Костюшка зазнав поразки, і змушений був відійти до Варшави. Розвиваючи успіх, прусський генерал Ельснер опанував Краковом. У липні 1794 Фрідріх Вільґельм II розпочав облогу Варшави, де зустрів запеклий опір її захисників.

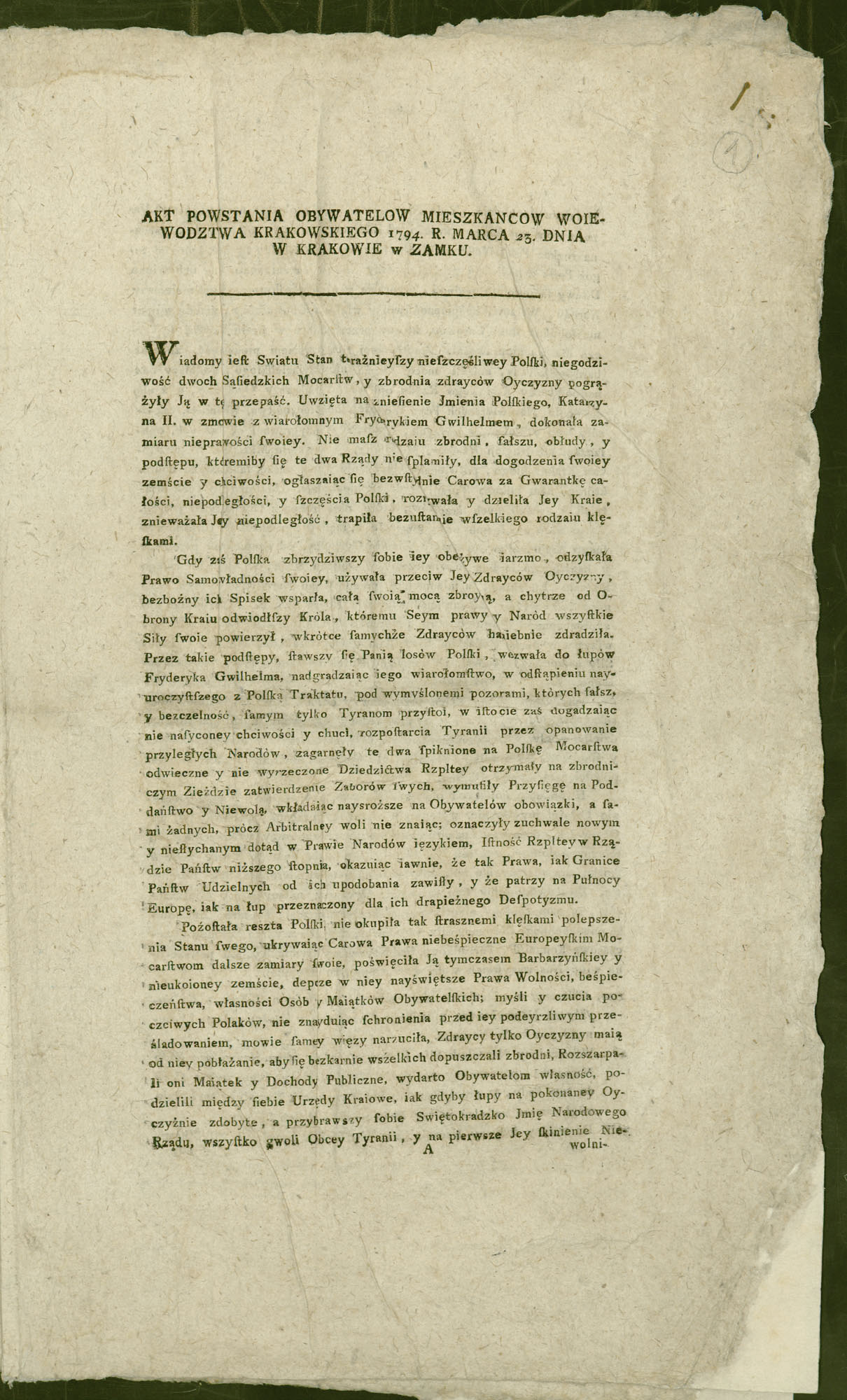
Акт Костюшкового повстання 24 березня 1794

На східному напрямку успішно діяв російський загін генерала Дерфельдена, який, наступаючи від річки Прип'яті, розбив польський корпус генерала Юзефа Зайончека, зайняв Люблін і вийшов до Пулави. Генерал-фельдмаршал князь Микола Рєпнін, призначений командувачем російськими військами в Литві, вичікував прибуття з турецького кордону корпусу Суворова і рішучих дій не робив. Пасивність Рєпніна дозволила полякам розвинути в Литві успішну бойову діяльність. Поки загони графа Грабовського та Якуба Ясинського утримували Вільно і Гродно, граф Михайло Огінський розгорнув партизанську боротьбу в тилу російських військ, а 12-тисячний корпус повстанців вийшов у Курляндію і зайняв Лібаву. Лише невдалі дії командувача польськими військами в Литві Михайла Вільєгорського не дозволили повстанцям досягти вирішальних успіхів.
Російські війська після двократної атаки опанували Вільно, і 1 серпня 1794 розбили головні сили повстанців у Литві. Після цього росіяни міцно оволоділи ініціативою, чому сприяла конфедерація на підтримку Росії, організована графом Ксаверієм Браницьким з частини литовської шляхти.
Між тим, в тилу прусських військ, в анексованій раніше Великій Польщі вибухнуло повстання. Повстанцям вдалося зайняти декілька міст. Так і не досягнувши успіху, прусаки були змушені в вересні 1794 відступити від Варшави. Костюшко переслідував відступаючого Фрідріха Вільґельма II, генерал Мадалинський вдало діяв на Нижній Віслі. Скориставшись тим, що головні сили поляків були зайняті на інших напрямках, австрійські війська зайняли Краків, Сандомир і Холм, і на цьому обмежили свої дії.

## Придушення повстання (вересень-листопад 1794)
На початку вересня 1794 року на театр військових дій у Білорусі прибув 10-тисячний корпус Олександра Суворова. 4 вересня він узяв Кобрин, 8 вересня під Берестям розбив дивізію під командуванням Кароля Сераковського. 28 вересня (9 жовтня) 1794 року російський корпус генерала Івана Ферзена розбив головні сили повстанських військ у битві під Мацейовицями поблизу міста Седльце в Східній Польщі. Сам Тадеуш Костюшко був важко поранений і потрапив у полон. Із 10 тисяч повстанців, які брали участь у битві, лише дві тисячі зуміли піти до Варшави.

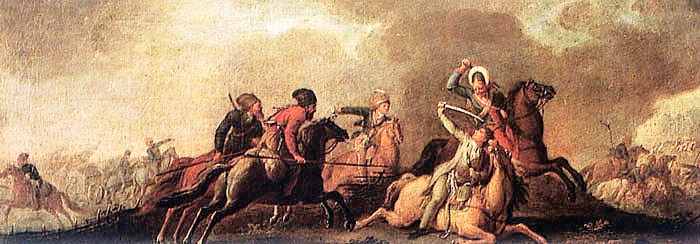
Поранення Костюшка в битві під Мацейовичами

Звістка про катастрофу під Мацейовицями викликало паніку у Варшаві, яку нікому було захистити. Новий головнокомандувач польської армії Томаш Вавжецький наказав всім повстанським загонам поспішати до столиці. Але всі зусилля виявилися марними. Суворов, приєднавши до себе загони Ферзена і Дерфельдена, 24 жовтня (4 листопада) штурмом узяв Прагу — правобережну частину Варшави. Під загрозою артилерійського бомбардування варшав'яни вирішили капітулювати. 26 жовтня (6 листопада) 1794 року війська Суворова зайняли столицю Речі Посполитої.
Після падіння столиці опір поляків став згасати. Частина залишків польської армії перейшла прусський кордон і приєдналася до повстанців у Великій Польщі. Але й тут повстання було незабаром придушене. Інша частина повстанської армії намагалася пробитися на південь через австрійський кордон у Галичину. Поблизу Опочного повстанців наздогнали прусський загін генерала Клейста і козаки отамана Денісова. У бою поляки були вщент розгромлені й лише одиницям з них вдалося втекти до Галичини.
Відчайдушний опір повстанців забрав на себе значну частину сил антифранцузької коаліції й полегшив становище революційної Франції в найнапруженіший період. Поразка повстання обумовила третій розділ Польщі в 1795 році й повну ліквідацію польської державності. Героїзм і самовідданий патріотизм повстанців, демократична орієнтація керівництва повстання мали значний вплив на традиції подальшої національно-визвольної боротьби й менталітет польського народу.